# The Promise You Made
The Promise You Made (engl. Das Versprechen, das du gabst) ist ein Lied von Cock Robin aus dem Jahr 1985, das von Peter Kingsbery geschrieben und von Steve Hillage produziert wurde. Es erschien auf dem Album Cock Robin.

## Geschichte
Im Song geht es um das Ehegelübde. Anders als beim Vorgänger When Your Heart Is Weak sang Kingsbery zusammen mit Anna LaCazio das Lied. Der Titel hat im Original eine Spieldauer von 3:52 Minuten. 
The Promise You Made wurde im November 1985 veröffentlicht, wobei die Aufnahmen bereits 1984 stattfanden. In den Ländern Niederlande und Belgien wurde der Song ein Nummer-eins-Hit.

## Musikvideo
Im Großteil der Handlung des Videos wurden in Szenen zusammengeschnitten, in der die Bandmitglieder von Cock Robin nacheinander ins Studio kommen, die Instrumente aufbauen und den Song dort darbieten. Passanten sind vor dem Eingang des Studios zu sehen, dort wird etwa ein Obststand umgeworfen. Am Ende des Clips verlassen Peter Kingsbery und Anna LaCazio gemeinsam das Tonstudio.

## Kommerzieller Erfolg

### Chartplatzierungen
| ChartsChartplatzierungen     | Höchstplatzierung | Wochen |
| ---------------------------- | ----------------- | ------ |
| Deutschland (GfK)            | 6 (18 Wo.)        | 18     |
| Schweiz (IFPI)               | 7 (9 Wo.)         | 9      |
| Vereinigtes Königreich (OCC) | 28 (13 Wo.)       | 13     |

| ChartsJahrescharts (1986) | Platzierung |
| ------------------------- | ----------- |
| Deutschland (GfK)         | 29          |

### Auszeichnungen für Musikverkäufe
| Land/Region        | Auszeichnungen für Musikverkäufe (Land/Region, Auszeichnung, Verkäufe) | Verkäufe |
| ------------------ | ---------------------------------------------------------------------- | -------- |
| Frankreich (SNEP)  | Silber                                                                 | 250.000  |
| Niederlande (NVPI) | Gold                                                                   | 75.000   |
| Insgesamt          | × Silber · 1× Gold ·                                                   | 325.000  |

## Coverversionen
- 1997: Chris Roberts feat. Claudia Roberts (Ich will nicht, daß wir uns verlier’n)
- 2004: Kate Ryan (The Promise You Made/La Promesse)